# ピアノ協奏曲第2番 (ヒナステラ)
ピアノ協奏曲第2番 作品39は、アルベルト・ヒナステラが1972年に作曲したピアノ協奏曲。

## 概要
曲は作曲者のキャリア終盤にあたる1972年に作曲された。この前年にヒナステラはアルゼンチンのチェリストであるアウロラ・ナトラと結婚しており、本作の作曲後まもなくアルゼンチンを離れてジェノヴァに移り住むことになる。この頃の彼は「新印象主義」を標榜し、新ウィーン楽派流のセリエル音楽を取り入れて十二音技法を実践、さらには四分音や偶然性も使用していた。とはいえ、彼は独自の方法でこうした技法を消化しており、作品の音響はベルクやシェーンベルクとは異なるものとなっている。
曲はピアニストのヒルデ・ゾマーのためにインディアナポリス交響楽団が委嘱したもので、楽曲はゾマーに献呈された。初演は1973年3月22日にゾマーの独奏、アイズラー・ソロモン指揮、インディアナポリス交響楽団によって行われた。

## 楽器編成
ピアノ独奏、フルート3（第3奏者ピッコロ持ち替え）、オーボエ3（第3奏者コーラングレ持ち替え）、クラリネット3（第3奏者バスクラリネット持ち替え）、ファゴット3（第3奏者コントラファゴット持ち替え）、ホルン4、トランペット4、トロンボーン4、テューバ、ティンパニ、3人の打楽器奏者、ハープ、チェレスタ、弦五部。

## 楽曲構成
全4楽章で構成され、演奏時間は約35分。
第1楽章 32 Variazioni Sopra un accordo di Beethoven
ベートーヴェンの交響曲第9番、第4楽章の208小節目、バス独唱が「O Freunde, nicht diese Töne!」（おお友よ、このような音ではない！）と歌う部分の7音からなる不協和音（F-A-D-C#-E-G-Bb）に基づいている。これに5音（C-Eb-Gb-Ab-B）を加えて12音音列が作られており、開始直後のピアノと弦楽器の上昇音型で提示される。また32という変奏の数字は創作主題による32の変奏曲 WoO.80を想わせるものとなっている。わずか数秒で終わる変奏もあるため各変奏はテンポによって5つの群に分けられ、動的な第1群（1-8変奏）、第3群（13-20変奏）、第5群（25-32変奏）と速度の遅い第2群（9-12変奏）、第4群（21-24変奏）が交代する形を取っている。最後にはベートーヴェンの和音が響き、楽章は静寂に消えていく。
第2楽章 Scherzo per la mano sinistra
この楽章ではピアノは左手のみを用いて演奏することになっている。光と影が交差するような楽想が、ヒナステラの打楽器と弱音器付きの弦楽器による異国風のオーケストレーションによって彩られる。
第3楽章 Quasi una fantasia
この楽章の「Quasi una fantasia」もベートーヴェンの作品、作品27のピアノソナタ（第13番と第14番『月光』）に由来している。自由な形式で書かれており、即興的な発想を見せる個所と12音音列による幻想曲調の部分による。
第4楽章 Cadenza e finale prestissimo
作曲者自身が「輝かしいファンファーレ」と呼ぶ、管弦楽を伴ったピアノのカデンツァの導入で開始する。この部分はマエストーソ・エ・ドラマティコと表示され、ピアノはティンパニ、太鼓のみならず弦楽器や木管楽器にも相対する打楽器として、ほとんどフォルティッシモを下回ることのない音量で扱われる。カデンツァはプレスティッシモのフィナーレに移っていく。フィナーレは第1部分、推移、中間の第3部分、再現、コーダの5つの部分で構成され、第3の部分にショパンのピアノソナタ第2番の終楽章から採られた11音の主題が現れる。スケルツォの回想も現れるが、この楽章中では両手で演奏することになっている。

## 評価
世界初演の演奏評として、『インディアナポリス・スター』紙の音楽評論家であえるパトリック・コービンは「現代的な感覚による華麗で打楽器的な作品で、独奏者パートには目のくらむような超絶技巧が要求される。」2016年のシャイン・ワンとBBCフィルハーモニックの録音評で、『グラモフォン』誌のアンドリュー・ファラック＝コルトンはこう述べている。「主題の材料はベートーヴェンの第9交響曲の幕開けを飾る不協和な、砕き割るような和音に由来し、作品全体を通して決然と前を向いていながらにして過去を振り返るような、いじらしい感覚がする。」彼はさらにこう付け加える。「私は常にこの作品がより人気の高い第1協奏曲に劣ると考えてきた。この録音によって私は真剣にその考えを改めることになった。」